# Zaouia Foukania

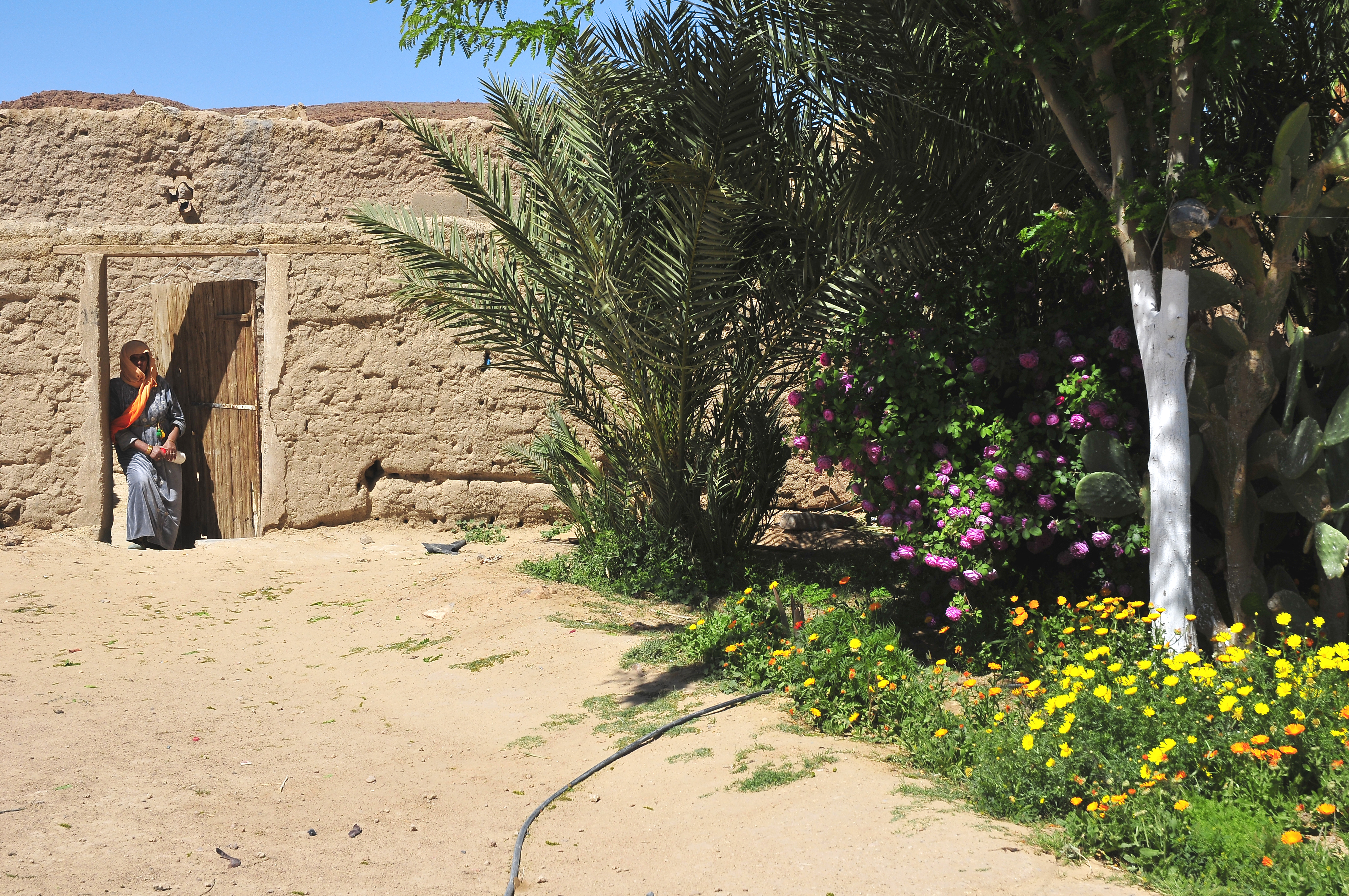
Um jardim em Zawiya Fougania, Taghit, Bechar, Argélia

Zaouia Foukania é uma vila e zauia na comuna de Taghit, no distrito de Taghit, província de Béchar, Argélia. Está localizada a 3 quilômetros (1,9 milha) ao noroeste de Taghit.